# Таракан (остров)
Таракан (индон. Tarakan) — остров, принадлежащий Индонезии. Входит в состав провинции Северный Калимантан. До 1942 года входил в состав Голландской Ост-Индии.

## География
Этот болотистый остров, площадью 251 км², расположен в западной части моря Сулавеси, к северо-востоку от острова Калимантан (Борнео). Климат — экваториальный, средняя высота над уровнем моря — 6 метров. Колебания температуры воздуха (дневной) минимальны: +29 °С — +30 °С в любое время года, количество выпадаемых осадков от 240 мм в январе до 370 мм в апреле.

## Таракан во Второй мировой войне
Во время Второй мировой войны на Таракане произошли две крупные битвы:
- 11—12 января 1942 года — сражение японских и голландских войск, закончившееся победой японцев[2]
- 1—6 мая 1945 года — освобождение территории войсками союзников (в основном — австралийской армией)[3]

## Население
Населённые пункты на острове: Таракан (порт, самый крупный населённый пункт острова), Джувата (Juwata), Симпангтига (Simpangtiga), Линкас (Lingkas), Сибенкок (Sibengkok), Клапа (Klapa), Памусиан (Pamusian), Пенинки (Peningki).